# Liste der Monuments historiques in Chantelle
Die Liste der Monuments historiques in Chantelle führt die Monuments historiques in der französischen Gemeinde Chantelle auf.

## Liste der Bauwerke
| Bezeichnung         | Beschreibung                  | Standort | Kennzeichnung | Schutzstatus | Datum | Bild           |
| ------------------- | ----------------------------- | -------- | ------------- | ------------ | ----- | -------------- |
| Abtei Saint-Vincent | Erbaut im 11./12. Jahrhundert | (Lage)   | PA00093035    | Classé       | 1862  | weitere Bilder |
| Römische Brücke     | gallo-römisch                 | (Lage)   | PA00093036    | Inscrit      | 1928  | weitere Bilder |

## Liste der Objekte
| Bezeichnung                                | Beschreibung                     | Standort                                                | Kennzeichnung | Schutzstatus | Datum | Bild |
| ------------------------------------------ | -------------------------------- | ------------------------------------------------------- | ------------- | ------------ | ----- | ---- |
| Fünf skulptierte Kapitelle                 | Stein, mittelalterlich           | im Garten des Kreuzgangs der Abtei Saint-Vincent (Lage) | PM03000066    | Classé       | 1985  |      |
| Skulptur Madonna und Kind                  | Stein, 15. Jahrhundert           | im Kreuzgang der Abtei Saint-Vincent (Lage)             | PM03000064    | Classé       | 1985  |      |
| Skulptur der Jungfrau Maria                | Holz, vergoldet, 19. Jahrhundert | in der Abtei Saint-Vincent (Lage)                       | PM03000065    | Inscrit      | 1985  |      |
| Reliquienkreuz (Fotos in der Base Palissy) | Kupfer, Email, 15. Jahrhundert   | in der Kirche (Lage)                                    | PM03000063    | Classé       | 1902  |      |